# Anaglyptus arakawae
Anaglyptus arakawae är en skalbaggsart. Anaglyptus arakawae ingår i släktet Anaglyptus och familjen långhorningar.

## Underarter
Arten delas in i följande underarter:
- A. a. arakawae
- A. a. amamiensis
- A. a. kumagensis